# Зелений Луг (Мелітопольський район)
Зелений Луг —  село в Україні, у Мелітопольському районі Запорізької області. Входить до складу Чкаловської сільської громади. Населення становить  осіб.

## Географія
Село Зелений Луг розташоване на відстані 1 км від села Красавич. Біля села знаходиться залізнична станція 51 км.

## Історія
1928 - дата заснування.
У 1962-1965 роках належало до Михайлівського району Запорізької області, відтак у складі Веселівського району.
До 2017 року орган місцевого самоврядування - Зеленогаївська сільська рада.

## Населення
Згідно з переписом УРСР 1989 року чисельність наявного населення села становила 15 осіб, з яких 6 чоловіків та 9 жінок.
За переписом населення України 2001 року в селі ніхто не мешкав.